# Dibbadahalli, Harihar
Dibbadahalli là một làng thuộc tehsil Harihar, huyện Davanagere, bang Karnataka, Ấn Độ.